# Championnat d'Angleterre de rugby à XV
Vous lisez un « bon article » labellisé en 2009.
Le championnat d'Angleterre de rugby à XV rassemblant les dix clubs de l'élite anglaise est créé en 1987. Ce championnat est successivement dénommé Courage League National Division One (1987-1997), Allied Dunbar Premiership (1997-2001), Zurich Premiership (2001-2005), Guinness Premiership (2005-2010), Aviva Premiership (2010-2018), puis Gallagher Premiership au gré des parrainages.
Le titre est attribué à l'issue d'une saison régulière qui débute généralement en septembre puis d'une phase playoff jusqu'à une finale disputée à Twickenham en juin. Le dernier du classement dispute un barrage de relégation contre le champion de 2e division.
Bath Rugby est le tenant du titre en 2025, et Leicester Tigers est l'équipe la plus titrée avec onze victoires dans la compétition.

## Historique

### Les débuts: le rugby anglais avant la création de la compétition en 1987

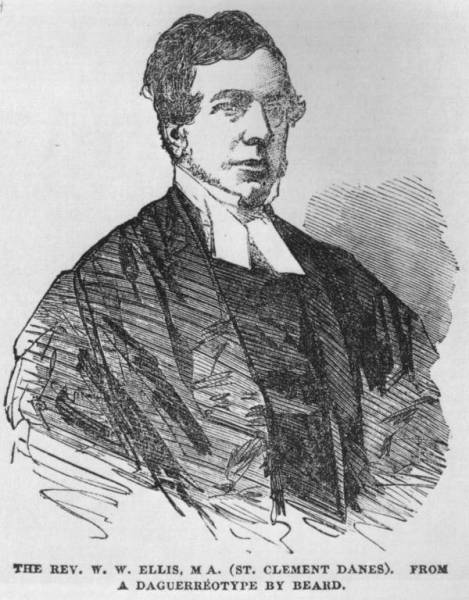
William Webb Ellis

Depuis la prétendue invention du rugby en 1823 par William Webb Ellis,, et son officialisation le 8 décembre 1863 par les étudiants de l'Université de Cambridge, la pratique de ce sport se cantonne à des rencontres traditionnelles entre clubs, arrangées par ceux-ci, à l'instar des affrontements bisannuels entre le Blackheath RC et le Richmond FC instaurés le 19 décembre 1868 et qui constituent le plus ancien affrontement régulier entre deux clubs dans l'histoire du rugby. Cette organisation libre du rugby reste longtemps en vigueur car la Rugby Football Union, fondée en 1871, s'oppose à la création de toute compétition officielle estimant que la pratique de ce sport y perdrait son esprit d'amateurisme (conséquence: en 1896 un schisme avec les clubs du Nord du pays avait conduit à la création de la Rugby League qui organisa un Championnat et une Coupe d'Angleterre dès sa création). Les County Cups disputées par les clubs et le County Championship disputé par les équipes des comtés sont pendant longtemps les seules compétitions organisées en dehors des rencontres traditionnelles entre clubs. La hiérarchie entre les différentes équipes pendant la saison se résume aux classements publiés par le Daily Telegraph et les journaux locaux comme le Yorkshire Post. Ces classements, établis à partir des résultats de chaque club, varient fortement d'un journal à un autre et ne constituent au mieux qu'une estimation de la performance des équipes au cours de la saison.
La première compétition officielle instaurée en 1972 par la Fédération anglaise de rugby à XV est la coupe d'Angleterre. Apparaissent ensuite les championnats régionaux (regional merit tables) en 1976 et, au milieu des années 1980, le championnat national (national merit tables). Il constitue les prémices de la future ligue entre les clubs de l'élite anglaise qui naît deux ans plus tard. La principale conséquence de l'introduction de ces championnats est la disparition progressive des rencontres traditionnelles par manque de place dans des calendriers trop chargés.

### Courage League: les premières éditions du championnat (1987-1996)

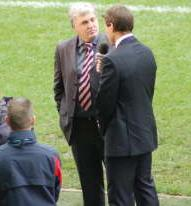
Stuart Barnes, demi d'ouverture qui a joué avec Bath dans le championnat de 1987 à 1994.

En 1987, la Fédération anglaise instaure le système pyramidal de ligues sous le nom de Courage Leagues, disputées par 1 000 clubs répartis au sein de 108 ligues avec promotions et relégations en fin de saison. Le nom de la compétition provient du nom de son partenaire officiel, la marque de bière anglaise John Courage appartenant à la société Scottish & Newcastle. La première division ou Courage League Division One est composée de 12 clubs : Bath, Bristol, Coventry, Gloucester, Harlequins, Leicester, Moseley, Nottingham, Orrell, Sale, Wasps et Waterloo. Chaque équipe doit rencontrer une fois tous ses adversaires et le calendrier est établi par les clubs eux-mêmes de manière à satisfaire chacun des opposants. Une victoire rapporte 4 points, un match nul 2 et une défaite 1 seul. Le premier match de l'histoire de la compétition a lieu le 5 septembre 1987 à Beeston et il oppose Nottingham à Moseley, ces derniers remportant la rencontre 21-3. Le premier titre est remporté par les Leicester Tigers et les clubs de Coventry et de Sale sont relégués en seconde division. Cette première saison est un grand succès : les rencontres entre les clubs des divisions majeures attirent un public grandissant et suscitent l'intérêt de commanditaires locaux et d'entreprises nationales. La compétition permet aussi l'amélioration du niveau de jeu, les joueurs adoptant un rythme régulier de matchs. Par ailleurs, les craintes initiales d'une augmentation significative de la violence sur le terrain se révèlent infondées.
La saison suivante, la Fédération anglaise ôte aux clubs la responsabilité d'établir le calendrier des rencontres et impose le samedi comme jour de match. Cette décision fait suite à l'échec partiel de l'organisation de la première saison puisque les deux matchs Gloucester-Leicester et Bristol-Waterloo n'ont pas été disputés. Le système d'attribution des points est également révisé : une victoire rapporte désormais 2 points, un match nul 1 et une défaite aucun. Cette seconde saison est remportée par le club de Bath. Pour l'édition 1989-90, le troisième titre est attribué aux Wasps. À la fin de la saison, seule la dernière équipe est reléguée en seconde division afin d'élargir la compétition à treize clubs pour la saison suivante. C'est l'équipe des Bedford Blues qui est reléguée après avoir terminé la compétition à la dernière place en ayant perdu tous ses matchs.
L'équipe de Bath Rugby imprime sa domination sur l'épreuve en remportant consécutivement quatre titres de champion au cours des saisons suivantes. L'édition 1993-94 marque un nouveau changement dans le format de l'épreuve avec l'introduction de confrontations en matchs aller-retour. L'élite est donc réduite à dix clubs pour ne pas trop surcharger le calendrier. C'est pourquoi les quatre clubs des London Scottish, des Saracens, de West Hartlepool et des Rugby Lions sont relégués en deuxième division à la fin de la saison 1992-93. C'est lors de la saison 1994-95, remportée par les Leicester Tigers, que sont diffusées pour la première fois à la télévision des rencontres de la compétition. Le tout premier match est retransmis sur la chaîne Sky Sports le 10 septembre 1994 et il oppose Bath à Bristol. Sky Sports devient dès lors un partenaire privilégié de la ligue puisque la chaîne continue de diffuser les matchs aujourd'hui. Le contrat d'exclusivité liant la chaîne et la compétition se termine en 2010[Passage à actualiser].
La saison 1995-1996 est de nouveau remportée par Bath. Par contre, aucune équipe n'est reléguée en fin de saison à la suite de la décision de la fédération anglaise de revenir à douze équipes au sein de l'élite la saison suivante. Cela permet au club de West Hartlepool de garder sa place en première division malgré une saison catastrophique avec 18 défaites en autant de matchs. Le système de relégation est lui aussi modifié en donnant à l'avant-dernière équipe du classement une chance de conserver sa place en première division lors de deux matchs de barrage contre l'équipe classée seconde de la division 2.

### L'avènement du professionnalisme (1996-2000)

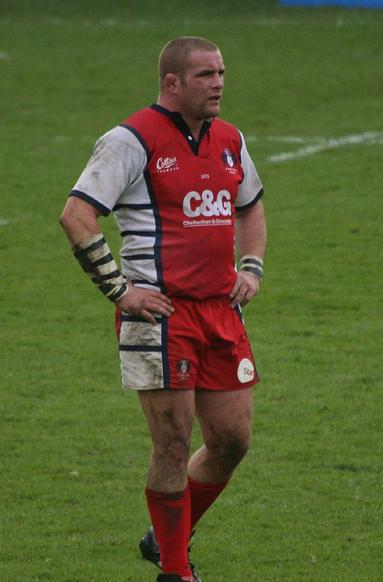
Phil Vickery qui a joué avec le Gloucester RFC dans le championnat entre 1996 et 2006.

Après le succès de la coupe du monde en Afrique du Sud, l'International Rugby Board prend la décision de professionnaliser le rugby à XV en 1995. Cette décision est immédiatement suivie par la professionnalisation du sport en France et dans les nations de l'hémisphère sud ainsi que par la création de la Coupe d'Europe de rugby à XV. La fédération anglaise ayant été longtemps réticente à la professionnalisation de la discipline, le championnat ne devient professionnel qu'un an plus tard pour la saison 1996-1997. Les clubs de l'élite se regroupent alors au sein de l'association Premier Rugby Limited qui est destinée à gérer la ligue et à les représenter dans tous les dialogues avec d'autres organisations comme la Rugby Football Union ou l'ERC. Cette année-là, les Wasps terminent en tête du classement et deviennent la première équipe sacrée championne de l'ère professionnelle.
Ce changement de statut s'accompagne de l'arrivée d'un nouveau sponsor officiel pour la compétition lors de la saison suivante. La société Allied Dunbar, une des filiales financières du groupe Zurich Financial Services signe un contrat de trois ans avec la direction de la ligue et remplace la marque de bière John Courage, : la compétition est renommée Allied Dunbar Premiership. Cette même année, pour la première fois dans l'histoire du rugby à XV, les bancs de pénalité destinés aux expulsions temporaires de 10 minutes sont introduits dans le règlement officiel. Ils sont utilisés pour sanctionner les fautes volontaires et les mauvais comportements qui ne sont toutefois pas assez graves pour mériter une expulsion permanente du joueur. Cette nouvelle règle qui a pour but de rendre le jeu plus fluide et de limiter les conflits et bagarres entre joueurs s'avère un succès et est ensuite étendue par l'International Rugby Board aux compétitions internationales trois ans et demi plus tard. Les cartons jaunes attribués aux joueurs pour officialiser ces expulsions temporaires sont introduits deux ans plus tard lors de la saison 1999-2000. Pour leur retour au sein de l'élite en 1997-98, les Newcastle Falcons réalisent un exploit en terminant en tête de la compétition. Ils mettent ainsi fin au règne sans partage du trio Bath-Leicester-Wasps depuis la création de la compétition en 1987.
Au cours de l'été 1998, l'association des joueurs de rugby professionnels — Professional Rugby Players' Association (PRA) — est créée pour représenter et défendre les intérêts de tous les joueurs professionnels (des jeunes joueurs au sein des académies à ceux disputant les compétitions nationales et internationales). Pour l'édition 1998-1999, le championnat est étendu à quatorze équipes pour combler les trous du calendrier consécutifs à la non-participation des clubs anglais (parmi lesquels Bath, le tenant du titre) à la coupe d'Europe en signe de protestation contre son organisation. Trois équipes sont donc promues en début de saison pour atteindre ce format à quatorze. Il s'agit des Bedford Blues, de West Hartlepool et des London Scottish, ces derniers remplaçant le club de Bristol Rugby qui est relégué en Premiership 2. Les Leicester Tigers terminent en tête de la compétition et sont sacrés champions. Le club de West Hartlepool finit la compétition à la dernière place et est relégué en seconde division. Un accord ayant été trouvé avec les clubs anglais concernant l'organisation de la coupe d'Europe en cours de saison, la Rugby Football Union décide de revenir à un format de la compétition comptant douze clubs pour la saison 1999-2000. Un appel au volontariat subventionné est donc lancé par la fédération anglaise pour déterminer les deux clubs qui accompagneront West Hartlepool en Premiership 2. Cette proposition est à l'origine de la fusion de la section professionnelle des London Scottish au sein des London Irish tandis que la section amateur est reléguée neuf divisions plus bas. L'équipe de Richmond est la seconde à quitter l'élite en raison de la mise en redressement du club après qu'Ashley Levett, son principal partenaire financier, a décidé de se retirer. Les Leicester Tigers réussissent le doublé en remportant un second titre consécutif lors de la saison 1999-2000.

### Lepremiershipet lesplay-offs(depuis 2000)
À la suite d'un changement de sponsor le 26 juillet 2000, la compétition porte désormais le nom de Zurich Premiership du nom de la Banque de Zurich,. Cette nouvelle dénomination n'est pas la seule nouveauté lors de la saison 2000-2001 puisque la fédération anglaise remanie le format de la compétition pour encourager le spectacle. D'abord, le système d'attribution des points est modifié avec une victoire dorénavant à 4 points et un match nul à 2 points. À cela s'ajoute un système de points de bonus : une équipe gagne 1 point de bonus offensif si elle marque 4 essais ou plus, et 1 point de bonus défensif s'il elle perd par un écart de 7 points ou moins. En outre, la saison se termine pour la première fois sur une phase finale par élimination directe — les play-off — appelée Zurich Championship, dont la finale est disputée au stade de Twickenham à Londres. Les clubs classés aux huit premières places sont qualifiés pour les quarts de finale et les affrontements sont définis comme suit : le club classé premier affronte à domicile l'équipe classé huitième, le second reçoit le septième, le troisième reçoit le sixième et le quatrième reçoit le cinquième. Dans l'annonce initiale, le titre reste attribué à l'équipe en tête du classement à la fin de la phase régulière et le vainqueur de la finale obtient simplement le titre de vainqueur du Zurich Championship. Cependant, en plein milieu de la saison, alors que les Leicester Tigers sont très bien lancés pour remporter leur troisième titre consécutif, les instances dirigeantes de la ligue annonce que le titre sera remis au vainqueur de la phase finale et non à l'équipe terminant première de la phase régulière. Cette annonce soudaine surprend tout le monde et provoque un tollé parmi les fans, ce qui pousse les dirigeants de la compétition à revenir sur leur décision. Finalement, les Leicester Tigers ne laissent pas place à la polémique à ce sujet puisqu'ils terminent premiers de la saison régulière et remportent également la Zurich Championship après avoir battu le club de Bath Rugby lors de la finale à Twickenham le 13 mai 2001. Ils sont donc sacrés champions pour la troisième année consécutive.

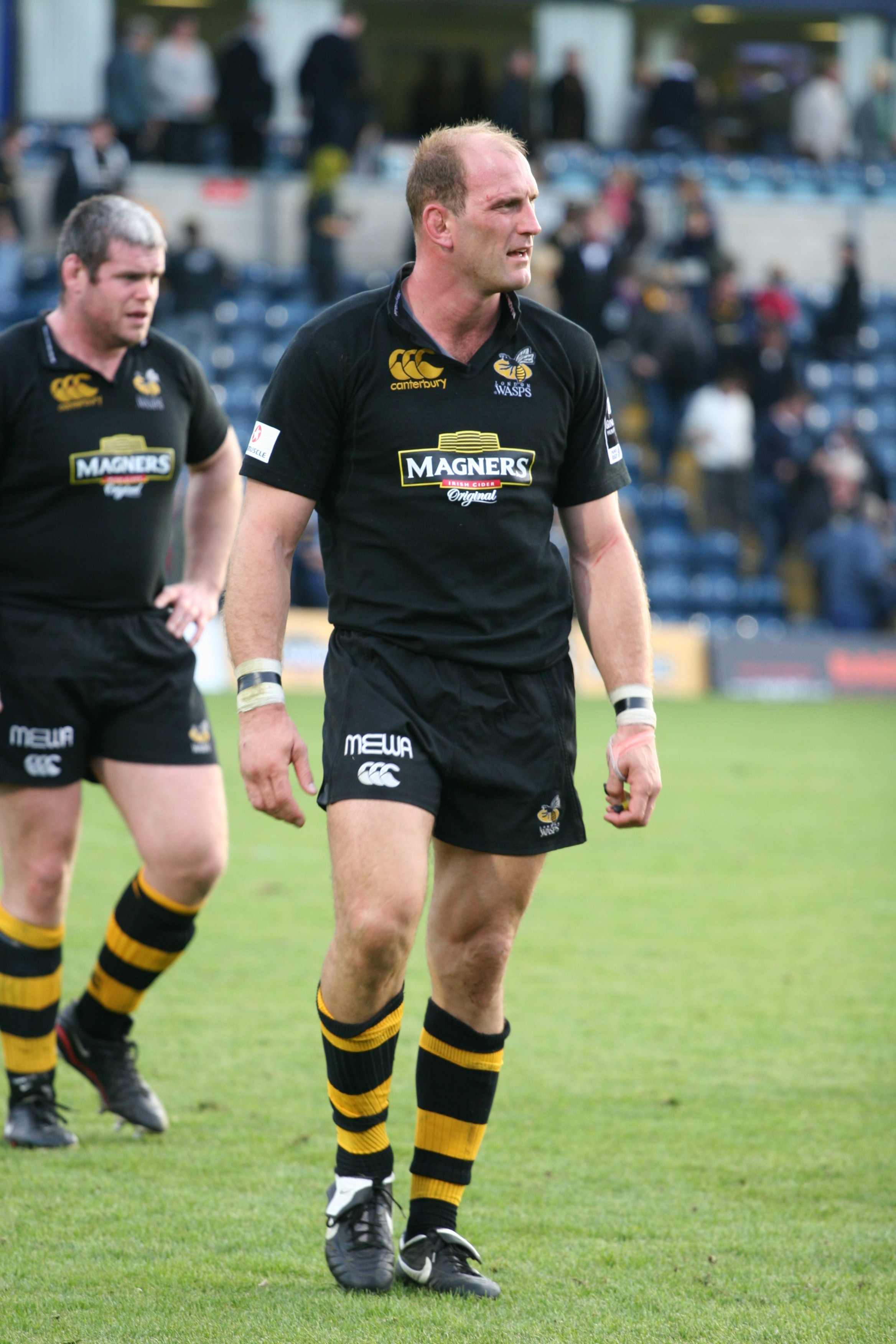
Lawrence Dallaglio vainqueur de la compétition en 2003, 2004, 2005, 2008 avec les London Wasps.

Le système d'attribution du titre n'est pas remis en cause la saison suivante et cela profite cette fois-ci aux Tigers qui remportent leur quatrième titre consécutif, égalant ainsi le record de Bath. En effet, ils terminent en tête de la phase régulière mais échouent dès les quarts de finale des play-off. Ils sont battus à domicile par les Bristol Shoguns ce qui met un terme à leur invincibilité record de 57 victoires consécutives à Welford Road initiée le 30 décembre 1997. Le Zurich Championship est remportée par Gloucester qui bat Bristol 28-23 lors de la finale à Twickenham le 9 juin 2002. Cette même année, bien qu'ayant terminé à la dernière place du classement, le club des Leeds Tykes n'est pas relégué en National Division 1 après la décision de l'England Rugby Limited de refuser la promotion des Rotherham Titans car leur stade ne remplit par les critères imposés pour la participation à la première ligue. À la suite de nombreuses critiques de la part des joueurs à propos de l'intérêt et du format de la phase finale, la direction de la ligue modifie de nouveau le format de la compétition pour la saison 2002-2003. Elle supprime le double trophée et met fin à la règle atypique d'attribution du titre : le champion est désormais le vainqueur de la phase finale. Celle-ci est par ailleurs fortement raccourcie puisqu'elle ne compte plus que deux matchs. Une demi-finale entre le second et le troisième de la phase régulière désigne l'équipe qui affronte l'équipe arrivée en tête lors de la finale à Twickenham. Bien que Gloucester ait terminé la phase régulière à la première place avec une confortable avance, le club perd la finale contre les London Wasps après être resté trois semaines sans compétition.
Les London Wasps remportent les deux titres suivants sans avoir terminé à la première place de la phase régulière. Ils réalisent le doublé en 2003-2004 contre Bath et le triplé en 2004-2005 contre Leicester. Le contrat liant la Banque de Zurich avec la compétition arrive à son terme en 2005 et un nouveau partenariat est signé avec la marque de bière Guinness en avril, le contrat débutant le 2 septembre 2005. La compétition change une nouvelle fois de nom et s'intitule désormais le Guinness Premiership. La seconde phase de la compétition est aussi réorganisée selon un système connu sous le nom de Shaughnessy play-off déjà utilisé dans d'autres compétitions comme le Top 14 : les quatre premiers du classement participent à une phase finale en deux temps (demi-finales et finale). Le titre est remporté cette année-là par les Sale Sharks. En battant les Tigers 45-20 lors de la finale, ils deviennent la cinquième équipe à remporter le trophée.

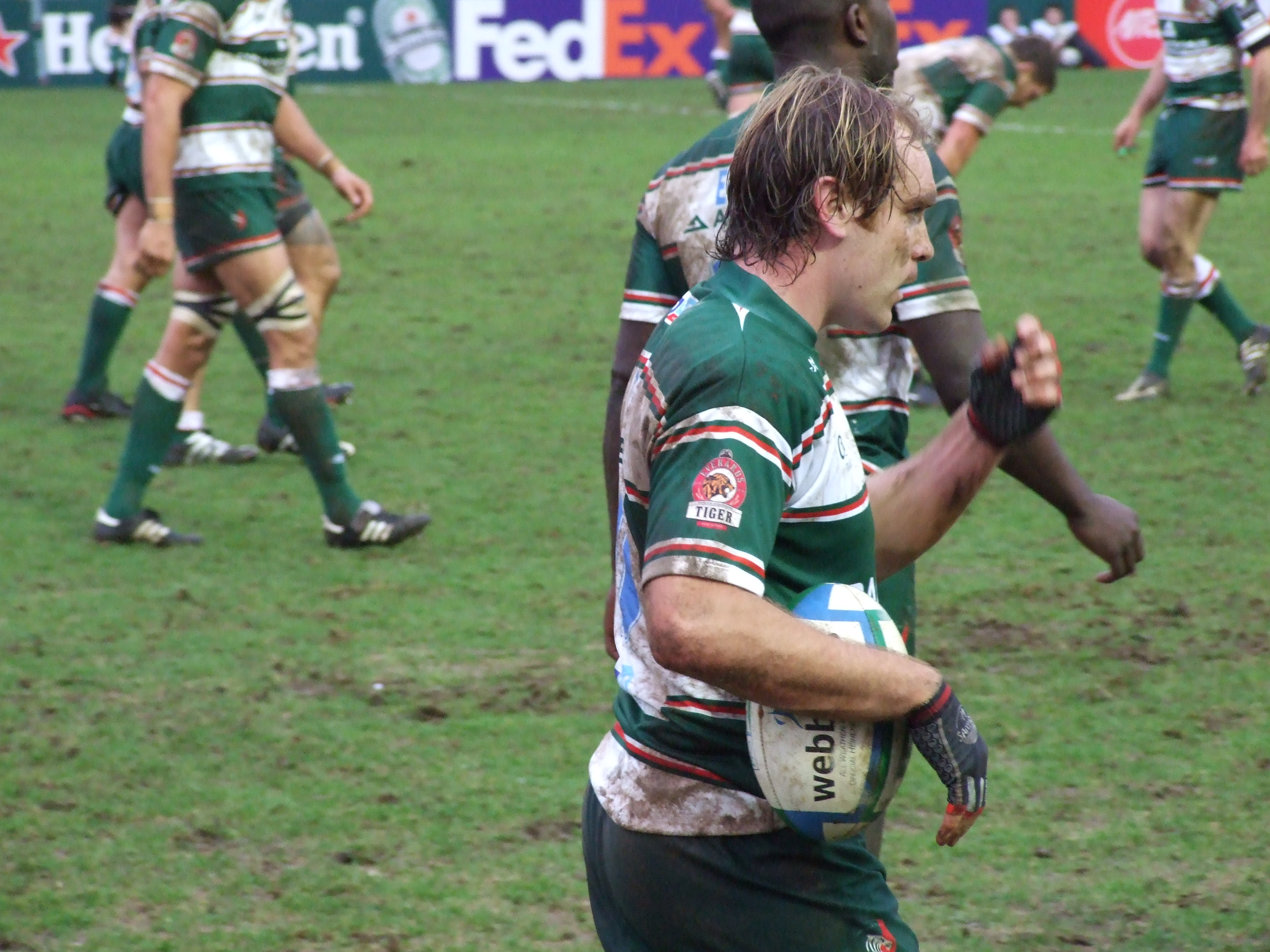
Andy Goode vainqueur de la compétition en 2001, 2002, 2007 avec les Leicester Tigers.

En raison de la coupe du monde de rugby, le calendrier du championnat est aménagé pour que la saison 2006-2007 se termine deux semaines plus tôt qu'à l'accoutumée. Ainsi l'équipe d'Angleterre bénéficie d'une préparation plus longue pour la défense de son titre acquis en 2003. Leicester remporte son septième titre après avoir battu l'équipe de Gloucester en finale. Sujet à controverse entre la fédération anglaise et la Premier Rugby Limited depuis la professionnalisation du sport, la mise à disposition par les clubs des internationaux anglais trouve une issue satisfaisante pour les deux parties avec la signature de l'accord Elite Player Squad (EPS) en 2007. Cet accord stipule qu'en échange d'une compensation financière de la part de la fédération (110 millions de livres pour la période 2008-2016), les clubs s'engagent à libérer les internationaux 13 ou 14 jours avant les rencontres du XV de la rose. Cette décision apaise les esprits et permet aux deux institutions du rugby anglais de travailler de concert.
Le championnat 2007-2008 couronne une nouvelle fois les London Wasps lors de la finale contre les Leicester Tigers, remake de celle de la coupe d'Europe l'année précédente. Fin 2008, la direction de la ligue projette de réduire le plafond salarial (ou salary cap) pour faire face à la crise économique,. Mais cette décision ne plaît pas aux clubs estimant qu'elle nuirait à leur compétitivité, en particulier vis-à-vis des clubs français, et finalement la décision prise le 15 janvier 2009 statue seulement le gel du plafond salarial pour deux ans. Cependant, cette mesure est insuffisante et la Premier Rugby Limited prévoit d'augmenter le nombre des rencontres au cours d'une saison pour accroître ses revenus. Cela provoque un nouveau conflit avec la Fédération anglaise, cette dernière estimant que la mesure serait contraire à l'accord EPS qui régule la mise à disposition des internationaux pour l'équipe nationale. La ligue anglaise s'engage alors à prendre une décision qui n'alourdirait pas le calendrier et propose pour cela de supprimer la coupe anglo-galloise. Aucune décision officielle n'est prise à ce jour. Une autre affaire secoue la compétition lors de la saison : cinq joueurs de Bath dont le pilier international Matt Stevens sont suspendus entre huit et neuf mois pour avoir pris de la cocaïne. Trois d'entre eux sont également licenciés par le club anglais. Les Leicester Tigers, remportent leur huitième titre lors de cette saison mais manquent le doublé en s'inclinant en finale de la Coupe d'Europe face au Leinster.
Lors de la saison 2009-2010, les Tigers conservent leur titre en battant 33-27 les Saracens lors de la finale. Alors que les Londoniens mènent 27-26 à cinq minutes de la fin, Dan Hipkiss offre la victoire à ses coéquipiers en marquant un essai en fin de rencontre. Les Worcester Warriors sont relégués en seconde division. Au cours de l'inter-saison, un nouveau sponsor est désigné pour parrainer la compétition. Le groupe d'assurance Aviva s'engage pour une période de quatre années en apportant un financement de 20 millions de livres. La saison suivante se termine par une finale entre les deux mêmes clubs mais les Saracens prennent leur revanche en battant les Tigers sur le score de 22 à 18,. C'est le premier titre des Sarries dans la compétition et cette victoire empêche les Tigers de réaliser le triplé après leurs victoires en 2009 et 2010. L'équipe de Leeds est quant à elle reléguée en seconde division et ce sont les Worcester Warriors qui retrouvent l'élite un an après leur relégation.
En 2011-2012, la saison commence sans les internationaux qui sont retenus à la Coupe du monde en Nouvelle-Zélande. À l'issue de la phase régulière, les Newcastle Falcons sont classés derniers et doivent être relégués en seconde division. Mais ils conservent finalement leur place dans l'élite puisque la Fédération anglaise juge que les stades des deux clubs disputant la finale d'accession au Premiership, les London Welsh et les Cornish Pirates, ne sont pas adaptés à la première division et ne les homologue pas. De fait, le vainqueur de la finale ne peut pas intégrer l'élite. Pourtant, les London Welsh, vainqueurs RFU Championship, font appel de la décision de la RFU et obtiennent finalement gain de cause ainsi que leur ticket en première division. Les Harlequins remportent leur premier titre de champions d'Angleterre en battant en finale les Leicester Tigers sur le score de 30 à 23. La saison suivante voit les Leicester Tigers obtenir le dixième titre de leur histoire : en finale, ils battent sur le score de 37 à 17 les Northampton Saints qui terminent la rencontre à quatorze après l'expulsion de Dylan Hartley pour avoir proféré des injures envers l'arbitre. Les London Welsh, qui ont écopé d'une pénalité de cinq points pour avoir aligné un joueur non éligible sur une feuille de match, terminent à la dernière place et sont relégués en seconde division après un court passage d'une saison dans l'élite.
À partir de 2018, le partenariat avec la société Aviva touche à sa fin, au profit de Arthur J. Gallagher.
En 2022-2023, les clubs de Worcester, des Wasps et des London Irish sont mis en redressement judiciaire. Les trois clubs croulent sous les dettes, jetant une lumière crue sur le fonctionnement et la viabilité économique de la Premiership. Les clubs de Doncaster et Ealings, prétendants depuis plusieurs années à une accession en Premiership, sont recalés par la ligue qui maintient son veto à des promotions-relégations avec la deuxième division. À l'été 2023, la Premiership passe donc de treize à dix clubs.

## Logo

Évolution du logo
Logo de 2000 à 2005.
Logo de 2005 à 2010.
Logo de 2010 à 2018.
Logo depuis 2018.

## Palmarès

### Palmarès avant l'introduction desplay-offs(1987-2000)
Cette première partie de l'histoire de la compétition est dominée par l'équipe de Bath Rugby qui remporte six titres de champion dont quatre consécutifs. Le club termine dans le trio de tête à la fin de chaque saison exceptée lors des éditions 1987-88 et 1998-99. Viennent ensuite les Leicester Tigers, les Wasps et les Newcastle Falcons avec respectivement quatre, deux et une victoire du championnat.

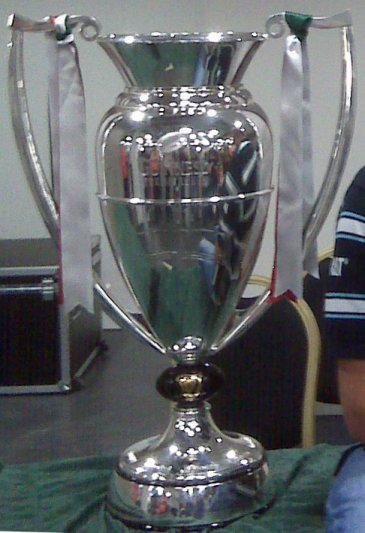
La coupe qui récompense le vainqueur du championnat.

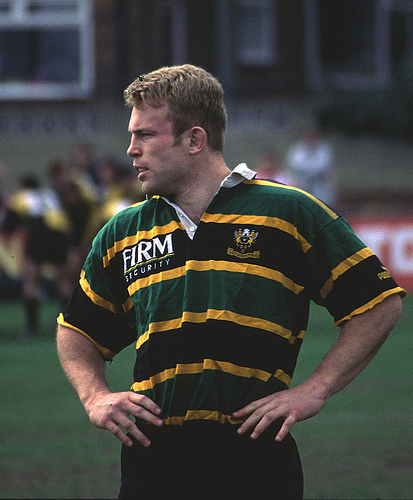
Tim Rodber qui a joué avec les Northampton Saints dans le championnat entre 1990 et 2001.

| Année   | Champion             | Deuxième           | Troisième          |
| ------- | -------------------- | ------------------ | ------------------ |
| 1987-88 | Leicester Tigers (1) | Wasps              | Harlequins         |
| 1988-89 | Bath Rugby (1)       | Gloucester RFC     | Wasps              |
| 1989-90 | London wasps (1)     | Gloucester RFC     | Bath Rugby         |
| 1990-91 | Bath Rugby (2)       | Wasps              | Harlequins         |
| 1991-92 | Bath Rugby (3)       | Orrell             | Northampton Saints |
| 1992-93 | Bath Rugby (4)       | Wasps              | Leicester Tigers   |
| 1993-94 | Bath Rugby (5)       | Leicester Tigers   | Wasps              |
| 1994-95 | Leicester Tigers (2) | Bath Rugby         | Wasps              |
| 1995-96 | Bath Rugby (6)       | Leicester Tigers   | Harlequins         |
| 1996-97 | London Wasps (2)     | Bath Rugby         | Harlequins         |
| 1997-98 | Newcastle Falcons    | Saracens           | Bath Rugby         |
| 1998-99 | Leicester Tigers (3) | Northampton Saints | Saracens           |
| 1999-00 | Leicester Tigers (4) | Bath Rugby         | Gloucester RFC     |

### Palmarès depuis 2001
Depuis l'apparition des playoffs, la compétition est dominée par les Leicester Tigers, les Saracens et les London Wasps. Le club de Gloucester finit la phase régulière en tête à trois reprises, mais échoue à chaque fois lors des phases finales. La seule année où il remporte la finale, le titre est décerné aux Tigers vainqueurs de la phase régulière.
| Date            | Champion               | Score           | Finaliste          | Spectateurs | 1er de la ligue      |
| --------------- | ---------------------- | --------------- | ------------------ | ----------- | -------------------- |
| 13 mai 2001     | Leicester Tigers (5)   | 20 – 10         | Bath Rugby         | 33 500      | Leicester Tigers (5) |
| 8 juin 2002     | Gloucester RFC         | 28 – 23         | Bristol Rugby      | 30 000      | Leicester Tigers (6) |
| 31 mai 2003     | London Wasps (3)       | 39 – 3          | Gloucester RFC     | 42 000      | Gloucester RFC       |
| 29 mai 2004     | London Wasps (4)       | 10 – 6          | Bath Rugby         | 59 500      | Bath Rugby           |
| 14 mai 2005     | London Wasps (5)       | 39 – 14         | Leicester Tigers   | 66 000      | Leicester Tigers     |
| 27 mai 2006     | Sale Sharks            | 45 – 20         | Leicester Tigers   | 58 000      | Sale Sharks          |
| 12 mai 2007     | Leicester Tigers (7)   | 34 – 16         | Gloucester RFC     | 59 400      | Gloucester RFC       |
| 31 mai 2008     | London Wasps (6)       | 26 – 16         | Leicester Tigers   | 81 600      | Gloucester RFC       |
| 17 mai 2009     | Leicester Tigers (8)   | 10 – 9          | London Irish       | 81 601      | Leicester Tigers     |
| 29 mai 2010     | Leicester Tigers (9)   | 33 – 27         | Saracens           | 81 600      | Leicester Tigers     |
| 28 mai 2011     | Saracens (1)           | 22 – 18         | Leicester Tigers   | 80 016      | Leicester Tigers     |
| 26 mai 2012     | Harlequins             | 30 – 23         | Leicester Tigers   | 81 779      | Harlequins           |
| 25 mai 2013     | Leicester Tigers (10)  | 37 – 17         | Northampton Saints | 81 703      | Saracens             |
| 31 mai 2014     | Northampton Saints     | 24 – 20 (a. p.) | Saracens           | 81 193      | Saracens             |
| 30 mai 2015     | Saracens (2)           | 28 – 16         | Bath Rugby         | 80 589      | Northampton Saints   |
| 28 mai 2016     | Saracens (3)           | 28 – 20         | Exeter Chiefs      | 76 109      | Saracens             |
| 27 mai 2017     | Exeter Chiefs (1)      | 23 – 20 (a. p.) | Wasps              | 79 657      | Wasps                |
| 26 mai 2018     | Saracens (4)           | 27 – 10         | Exeter Chiefs      | 75 128      | Exeter Chiefs        |
| 1er juin 2019   | Saracens (5)           | 37 – 34         | Exeter Chiefs      | 75 329      | Exeter Chiefs        |
| 24 octobre 2020 | Exeter Chiefs (2)      | 19 – 13         | Wasps              | huis-clos   | Exeter Chiefs        |
| 26 juin 2021    | Harlequins (2)         | 40 – 38         | Exeter Chiefs      | 10 000      | Bristol Bears        |
| 18 juin 2022    | Leicester Tigers (11)  | 15 – 12         | Saracens           | 72 784      | Leicester Tigers     |
| 27 mai 2023     | Saracens (6)           | 35 – 25         | Sale Sharks        | 61 875      | Saracens             |
| 8 juin 2024     | Northampton Saints (2) | 25 – 21         | Bath Rugby         | 81 669      | Northampton Saints   |
| 14 juin 2025    | Bath Rugby (7)         | 23 – 21         | Leicester Tigers   |             | Bath Rugby           |

## Bilans

### Clubs
En 37 éditions, seulement neuf clubs ont été sacrés champions et le quatuor composé de Leicester Tigers, de Bath Rugby, des Wasps et des Saracens totalise 29 des 37 titres. Bath Rugby (de 1991 à 1994) et Leicester (de 1999 à 2002) ont réussi le quadruplé. Les London Wasps ont fait le triplé entre 2003 et 2005.
Six équipes ont réussi le triste record de perdre tous leurs matchs au cours d'une saison : les Bedford Blues en 1989-1990, Liverpool St Helens en 1990-1991, West Hartlepool en 1995-1996, les Rotherham Titans en 2003-2004, les London Welsh en 2014-2015 et les Newcastle Falcons en 2023-2024.
| Rang | Club               | Titres | Finales perdues | Phases régulières | Années de sacre                                                  | Années de finale perdue            |
| ---- | ------------------ | ------ | --------------- | ----------------- | ---------------------------------------------------------------- | ---------------------------------- |
| 1    | Leicester Tigers   | 11     | 6               | 11                | 1988, 1995, 1999, 2000, 2001, 2002, 2007, 2009, 2010, 2013, 2022 | 2005, 2006, 2008, 2011, 2012, 2025 |
| 2    | Bath Rugby         | 7      | 4               | 8                 | 1989, 1991, 1992, 1993, 1994, 1996, 2025                         | 2001, 2004, 2015, 2024             |
| 3    | Saracens           | 6      | 3               | 4                 | 2011, 2015, 2016, 2018, 2019, 2023                               | 2010, 2014, 2022                   |
| 4    | Wasps              | 6      | 2               | 2                 | 1990, 1997, 2003, 2004, 2005, 2008                               | 2017, 2020                         |
| 5    | Exeter Chiefs      | 2      | 4               | 3                 | 2017, 2020                                                       | 2016, 2018, 2019, 2021             |
| 6    | Northampton Saints | 2      | 1               | 2                 | 2014, 2024                                                       | 2013                               |
| 7    | Harlequins         | 2      | 0               | 1                 | 2012, 2021                                                       |                                    |
| 8    | Sale Sharks        | 1      | 1               | 1                 | 2006                                                             | 2023                               |
| 9    | Newcastle Falcons  | 1      | 0               | 1                 | 1998                                                             |                                    |
| 10   | Gloucester RFC     | 0      | 2               | 3                 |                                                                  | 2003, 2007                         |
| -    | London Irish       | 0      | 1               | 0                 |                                                                  | 2009                               |
| -    | Bristol Rugby      | 0      | 1               | 1                 |                                                                  | 2002                               |

### Joueurs
À l'image du palmarès de la compétition dominé par le quatuor Bath Rugby-Leicester Tigers-Wasps-Saracens, les joueurs les plus titrés sont ceux qui sont restés fidèles à ces quatre équipes.

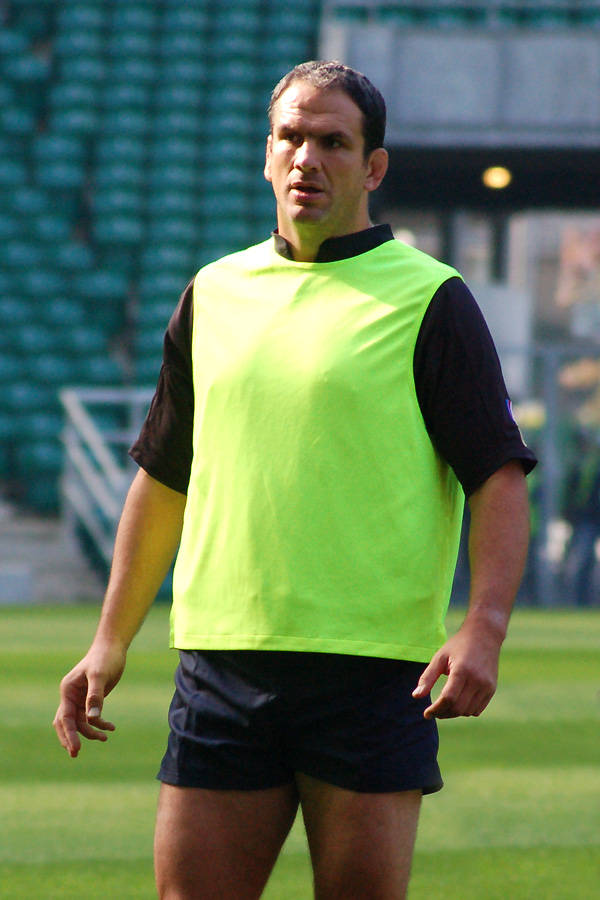
Martin Johnson remporte cinq titres avec les Leicester Tigers au cours de sa carrière.

| Rang | Nom                   | Titres | Clubs                                   | Années de sacre                                |
| ---- | --------------------- | ------ | --------------------------------------- | ---------------------------------------------- |
| 1    | Geordan Murphy        | 8      | Leicester Tigers                        | 1999, 2000, 2001, 2002, 2007, 2009, 2010, 2013 |
| 2    | Graham Rowntree       | 7      | Leicester Tigers                        | 1988, 1995, 1999, 2000, 2001, 2002, 2007       |
| -    | Lewis Moody           | 7      | Leicester Tigers                        | 1999, 2000, 2001, 2002,2007, 2009, 2010        |
| -    | Richard Wigglesworth  | 7      | Sale Sharks, Saracens, Leicester Tigers | 2006, 2011, 2015, 2016, 2018, 2019, 2022       |
| 5    | Andy Robinson         | 6      | Bath Rugby                              | 1989, 1991, 1992, 1993, 1994, 1996             |
| -    | Victor Ubogu          | 6      | Bath Rugby                              | 1989, 1991, 1992, 1993, 1994, 1996             |
| -    | Martin Corry          | 6      | Leicester Tigers                        | 1999, 2000, 2001, 2002, 2007, 2009             |
| -    | Ben Kay               | 6      | Leicester Tigers                        | 2000, 2001, 2002, 2007, 2009, 2010             |
| -    | George Chuter         | 6      | Leicester Tigers                        | 2001, 2002, 2007, 2009, 2010, 2013             |
| -    | Owen Farrell          | 6      | Saracens                                | 2011, 2015, 2016, 2018, 2019, 2023             |
| -    | Jamie George          | 6      | Saracens                                | 2011, 2015, 2016, 2018, 2019, 2023             |
| -    | Alex Goode            | 6      | Saracens                                | 2011, 2015, 2016, 2018, 2019, 2023             |
| -    | Jackson Wray          | 6      | Saracens                                | 2011, 2015, 2016, 2018, 2019, 2023             |
| 14   | Neil Back             | 5      | Leicester Tigers                        | 1995, 1999, 2000, 2001, 2002                   |
| -    | Austin Healey         | 5      | Leicester Tigers                        | 1995, 1999, 2000, 2001, 2002                   |
| -    | Martin Johnson        | 5      | Leicester Tigers                        | 1995, 1999, 2000, 2001, 2002                   |
| -    | Darren Garforth       | 5      | Leicester Tigers                        | 1995, 1999, 2000, 2001, 2002                   |
| -    | Andy Goode            | 5      | Leicester Tigers                        | 1999, 2000, 2001, 2002, 2007                   |
| -    | Leon Lloyd            | 5      | Leicester Tigers                        | 1999, 2000, 2001, 2002, 2007                   |
| -    | Ben Youngs            | 5      | Leicester Tigers                        | 2007, 2009, 2010, 2013, 2022                   |
| -    | Tom Youngs            | 5      | Leicester Tigers                        | 2007, 2009, 2010, 2013, 2022                   |
| -    | Brad Barritt          | 5      | Saracens                                | 2011, 2015, 2016, 2018, 2019                   |
| -    | George Kruis          | 5      | Saracens                                | 2011, 2015, 2016, 2018, 2019                   |
| -    | Maro Itoje            | 5      | Saracens                                | 2015, 2016, 2018, 2019, 2023                   |
| -    | Duncan Taylor         | 5      | Saracens                                | 2015, 2016, 2018, 2019, 2023                   |
| -    | Nick Tompkins         | 5      | Saracens                                | 2015, 2016, 2018, 2019, 2023                   |
| -    | Billy Vunipola        | 5      | Saracens                                | 2015, 2016, 2018, 2019, 2023                   |
| -    | Mako Vunipola         | 5      | Saracens                                | 2015, 2016, 2018, 2019, 2023                   |
| -    | Ben Spencer           | 5      | Saracens, Bath Rugby                    | 2015, 2016, 2018, 2019, 2025                   |
| 28   | Stuart Barnes         | 4      | Bath Rugby                              | 1989, 1991, 1992, 1993                         |
| -    | Richard Cockerill     | 4      | Leicester Tigers                        | 1999, 2000, 2001, 2002                         |
| -    | Perry Freshwater      | 4      | Leicester Tigers                        | 1999, 2000, 2001, 2002                         |
| -    | Tim Stimpson          | 4      | Leicester Tigers                        | 1999, 2000, 2001, 2002                         |
| -    | Dorian West           | 4      | Leicester Tigers                        | 1999, 2000, 2001, 2002                         |
| -    | Lawrence Dallaglio    | 4      | London Wasps                            | 2003, 2004, 2005, 2008                         |
| -    | Mark van Gisbergen    | 4      | London Wasps                            | 2003, 2004, 2005, 2008                         |
| -    | Josh Lewsey           | 4      | London Wasps                            | 2003, 2004, 2005, 2008                         |
| -    | Fraser Waters         | 4      | London Wasps                            | 2003, 2004, 2005, 2008                         |
| -    | Joe Worsley           | 4      | London Wasps                            | 2003, 2004, 2005, 2008                         |
| -    | Simon Shaw            | 4      | London Wasps                            | 2003, 2004, 2005, 2008                         |
| -    | Marcos Ayerza         | 4      | Leicester Tigers                        | 2007, 2009, 2010, 2013                         |
| -    | Martin Castrogiovanni | 4      | Leicester Tigers                        | 2007, 2009, 2010, 2013                         |
| -    | Tom Croft             | 4      | Leicester Tigers                        | 2007, 2009, 2010, 2013                         |
| -    | Dan Cole              | 4      | Leicester Tigers                        | 2009, 2010, 2013, 2022                         |
| -    | Schalk Brits          | 4      | Saracens                                | 2011, 2015, 2016, 2018                         |
| -    | Chris Wyles           | 4      | Saracens                                | 2011, 2015, 2016, 2018                         |
| -    | Richard Barrington    | 4      | Saracens                                | 2015, 2016, 2018, 2019                         |
| -    | Marcelo Bosch         | 4      | Saracens                                | 2015, 2016, 2018, 2019                         |
| -    | Juan Figallo          | 4      | Saracens                                | 2015, 2016, 2018, 2019                         |
| 50   | Pat Howard            | 3      | Leicester Tigers                        | 1999, 2000, 2001                               |
| -    | Charlie Hodgson       | 3      | Sale Sharks, Saracens                   | 2006, 2015, 2016                               |
| -    | Alesana Tuilagi       | 3      | Leicester Tigers                        | 2007, 2009, 2010                               |
| -    | Julian White          | 3      | Leicester Tigers                        | 2007, 2009, 2010                               |
| -    | Jim Hamiton           | 3      | Leicester Tigers, Saracens              | 2007, 2015, 2016                               |
| -    | Toby Flood            | 3      | Leicester Tigers                        | 2009, 2010, 2013                               |
| -    | Matt Smith            | 3      | Leicester Tigers                        | 2009, 2010, 2013                               |
| -    | Kelly Brown           | 3      | Saracens                                | 2011, 2015, 2016                               |
| -    | Jacques Burger        | 3      | Saracens                                | 2011, 2015, 2016                               |
| -    | Rhys Gill             | 3      | Saracens                                | 2011, 2015, 2016                               |
| -    | Neil de Kock          | 3      | Saracens                                | 2011, 2015, 2016                               |
| -    | Petrus du Plessis     | 3      | Saracens                                | 2011, 2015, 2016                               |
| -    | David Strettle        | 3      | Saracens                                | 2011, 2015, 2019                               |
| -    | James Short           | 3      | Saracens, Exeter Chiefs                 | 2011, 2017, 2020                               |
| -    | Calum Clark           | 3      | Northampton Saints, Saracens            | 2014, 2018, 2019                               |
| -    | Chris Ashton          | 3      | Saracens, Leicester Tigers              | 2015, 2016, 2022                               |
| -    | Michael Rhodes        | 3      | Saracens                                | 2016, 2018, 2019                               |
| -    | Titi Lamositele       | 3      | Saracens                                | 2016, 2018, 2019                               |
| -    | Ben Earl              | 3      | Saracens                                | 2018, 2019, 2023                               |
| -    | Nick Isiekwe          | 3      | Saracens                                | 2018, 2019, 2023                               |
| -    | Alex Lozowski         | 3      | Saracens                                | 2018, 2019, 2023                               |
| -    | Sean Maitland         | 3      | Saracens                                | 2018, 2019, 2023                               |
| -    | Max Malins            | 3      | Saracens                                | 2018, 2019, 2023                               |
| -    | Rotimi Segun          | 3      | Saracens                                | 2018, 2019, 2023                               |

Depuis la création de la discipline, de nombreux trophées récompensent également les joueurs de la ligue chaque année. Ces distinctions qui couronnent les meilleurs joueurs et meilleurs espoirs de la compétition sont décernées par les instances dirigeantes, par les joueurs eux-mêmes, par les clubs, par les journalistes ou par les supporters. Parmi la multitude de récompenses distribuées, deux d'entre elles revêtent une grande importance en raison de la valeur de l'institution qui les délivre. Il s'agit du trophée du meilleur joueur de la saison — Premiership player of the season award — décerné par la Premier Rugby Limited au mois de mai lors d'une cérémonie officielle retransmise à la télévision et de celui du meilleur joueur de l'année — PRA player of the year award — attribué depuis 1999 par la Professional Rugby Players Association lors d'un dîner de gala. Huit joueurs ont réussi à obtenir les deux trophées : Mike Catt, Jason Robinson, Martin Corry, Vereniki Goneva, Jimmy Gopperth, Danny Cipriani, Jack Willis et Sam Simmonds, six de ces joueurs les ayant reçus au cours de la même saison.

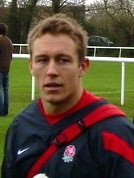
Jonny Wilkinson remporte le trophée du meilleur joueur de l'année décerné par la PRA en 2003.

| Année | Premiership joueur de la saison | Premiership joueur de la saison | PRA joueur de l'année | PRA joueur de l'année | Jeune joueur de l'année | Jeune joueur de l'année | Jeune joueur de l'année |
| Année | Joueur                          | Équipe                          | Joueur                | Équipe                | Joueur                  | Équipe                  |                         |
| ----- | ------------------------------- | ------------------------------- | --------------------- | --------------------- | ----------------------- | ----------------------- | ----------------------- |
| 1999  | Martin Johnson                  | Leicester Tigers                | Neil Back             | Leicester Tigers      | Non décérné             | Non décérné             |                         |
| 2000  | Austin Healey                   | Leicester Tigers                | Pat Lam               | Northampton Saints    | Non décérné             | Non décérné             |                         |
| 2001  | Pat Howard                      | Leicester Tigers                | Mike Catt             | Bath Rugby            | Non décérné             | Non décérné             |                         |
| 2002  | Jason Robinson                  | Sale Sharks                     | Jason Robinson        | Sale Sharks           | Non décérné             | Non décérné             |                         |
| 2003  | Jake Boer                       | Gloucester Rugby                | Jonny Wilkinson       | Newcastle Falcons     | Non décérné             | Non décérné             |                         |
| 2004  | Simon Shaw                      | Wasps                           | Bruce Reihana         | Northampton Saints    | Non décérné             | Non décérné             |                         |
| 2005  | Martin Corry                    | Leicester Tigers                | Martin Corry          | Leicester Tigers      | Ollie Smith             | Leicester Tigers        |                         |
| 2006  | Mike Catt                       | London Irish                    | Jason White           | Sale Sharks           | Tom Varndell            | Leicester Tigers        |                         |
| 2007  | Martin Castrogiovanni           | Leicester Tigers                | Glen Jackson          | Saracens              | Tom Rees                | Wasps                   |                         |
| 2008  | James Simpson-Daniel            | Gloucester Rugby                | Riki Flutey           | Wasps                 | Danny Cipriani          | Wasps                   |                         |
| 2009  | Chris Robshaw                   | Harlequins                      | Seilala Mapusua       | London Irish          | Jordan Turner-Hall      | Harlequins              |                         |
| 2010  | Chris Ashton                    | Northampton Saints              | Schalk Brits          | Saracens              | Ben Youngs              | Leicester Tigers        |                         |
| 2011  | Tom Wood                        | Northampton Saints              | Thomas Waldrom        | Leicester Tigers      | Manu Tuilagi            | Leicester Tigers        |                         |
| 2012  | Chris Robshaw                   | Harlequins                      | Nick Evans            | Harlequins            | Owen Farrell            | Saracens                |                         |
| 2013  | Tom Youngs                      | Leicester Tigers                | Christian Wade        | Wasps                 | Joe Launchbury          | Wasps                   |                         |
| 2014  | Mike Brown                      | Harlequins                      | Vereniki Goneva       | Leicester Tigers      | Billy Vunipola          | Saracens                |                         |
| 2015  | George Ford                     | Bath Rugby                      | Jonathan Joseph       | Bath Rugby            | Henry Slade             | Exeter Chiefs           |                         |
| 2016  | Alex Goode                      | Saracens                        | George Smith          | Wasps                 | Maro Itoje              | Saracens                |                         |
| 2017  | Jimmy Gopperth                  | Wasps                           | Jimmy Gopperth        | Wasps                 | Ellis Genge             | Leicester Tigers        |                         |
| 2018  | Vereniki Goneva                 | Newcastle Falcons               | Telusa Veainu         | Leicester Tigers      | Sam Simmonds            | Exeter Chiefs           |                         |
| 2019  | Danny Cipriani                  | Gloucester Rugby                | Danny Cipriani        | Gloucester Rugby      | Tom Curry               | Sale Sharks             |                         |
| 2020  | Jack Willis                     | Wasps                           | Jack Willis           | Wasps                 | Jack Willis             | Wasps                   |                         |
| 2021  | Sam Simmonds                    | Exeter Chiefs                   | Sam Simmonds          | Exeter Chiefs         | Ioan Lloyd              | Bristol Bears           |                         |
| 2022  | Ben Earl                        | Saracens                        | André Esterhuizen     | Harlequins            | Henry Arundell          | London Irish            |                         |
| 2023  | Ollie Lawrence                  | Bath Rugby                      | Jasper Wiese          | Leicester Tigers      | Tom Pearson             | London Irish            |                         |
| 2024  | Henry Slade                     | Exeter Chiefs                   | Fin Smith             | Northampton Saints    | Immanuel Feyi-Waboso    | Exeter Chiefs           |                         |

### Statistiques individuelles

#### Records
| Rang | Joueur               | Club(s)                                                   | Période   | Matchs |
| ---- | -------------------- | --------------------------------------------------------- | --------- | ------ |
| 1    | Richard Wigglesworth | Sale Sharks, Saracens, Leicester Tigers                   | 2002-2022 | 322    |
| 2    | Danny Care           | Leeds, Harlequins                                         | 2005-     | 270    |
| 3    | Steve Borthwick      | Bath Rugby, Saracens                                      | 1998-2014 | 265    |
| 4    | Mike Brown           | Harlequins, Newcastle Falcons, Leicester Tigers           | 2005-     | 263    |
| 5    | George Chuter        | Saracens, Leicester Tigers                                | 1997-2014 | 262    |
| 5    | Phil Dowson          | Newcastle Falcons, Northampton Saints, Worcester Warriors | 2001-2017 | 262    |
| 7    | Alex Waller          | Northampton Saints                                        | 2010-     | 256    |
| 8    | Charlie Hodgson      | Sale Sharks, Saracens                                     | 2008-     | 254    |
| 8    | Alex Goode           | Saracens                                                  | 1999-2015 | 254    |
| 10   | Tom May              | Newcastle Falcons, Northampton Saints, London Welsh       | 1999-2015 | 247    |

| Rang | Joueur         | Club(s)                                                                                     | Période   | Essais |
| ---- | -------------- | ------------------------------------------------------------------------------------------- | --------- | ------ |
| 1    | Chris Ahston   | Northampton Saints, Saracens, Sale Sharks, Harlequins, Worcester Warriors, Leicester Tigers | 2008-     | 101    |
| 2    | Tom Varndell   | Leicester Tigers, Wasps, Bristol Bears                                                      | 2004-2017 | 92     |
| 3    | Mark Cueto     | Sale Sharks                                                                                 | 2001-2015 | 90     |
| 4    | Danny Care     | Leeds Tykes, Harlequins                                                                     | 2005-     | 83     |
| 5    | Christian Wade | Wasps                                                                                       | 2011-2018 | 82     |
| 6    | Steve Hanley   | Sale Sharks                                                                                 | 1998-2007 | 75     |
| 6    | Jonny May      | Gloucester Rugby, Leicester Tigers                                                          | 2010-     | 75     |
| 8    | Matt Banahan   | Bath Rugby, Gloucester Rugby                                                                | 2007-2021 | 71     |
| 9    | Paul Sackey    | London Irish, Wasps                                                                         | 1999-2014 | 69     |
| 10   | Tom Voyce      | Bath Rugby, Wasps, Gloucester Rugby                                                         | 2000-2013 | 66     |
| 10   | Mike Brown     | Harlequins, Newcastle Falcons, Leicester Tigers                                             | 2005-     | 66     |

| Rang | Joueur          | Club(s)                                                                  | Période   | Points |
| ---- | --------------- | ------------------------------------------------------------------------ | --------- | ------ |
| 1    | Charlie Hodgson | Sale Sharks, Saracens                                                    | 2000-2016 | 2625   |
| 2    | Andy Goode      | Leicester Tigers, Saracens, Worcester Warriors, Wasps, Newcastle Falcons | 1998-2016 | 2285   |
| 3    | Stephen Myler   | Northampton Saints, London Irish                                         | 2006-2020 | 1778   |
| 4    | Jimmy Gopperth  | Newcastle Falcons, Wasps, Leicester Tigers                               | 2009-     | 1737   |
| 5    | George Ford     | Leicester Tigers, Bath Rugby, Sale Sharks                                | 2009-     | 1712   |
| 6    | Nick Evans      | Harlequins                                                               | 2008-2017 | 1656   |
| 7    | Gareth Steenson | Exeter Chiefs                                                            | 2010-2020 | 1651   |
| 8    | Owen Farrell    | Saracens                                                                 | 2010-     | 1638   |
| 9    | Olly Barkley    | Bath Rugby, Gloucester Rugby, London Welsh                               | 2001-2015 | 1605   |
| 10   | Freddie Burns   | Gloucester Rugby, Leicester Tigers, Bath Rugby                           | 2009-     | 1527   |

## Organisation du championnat

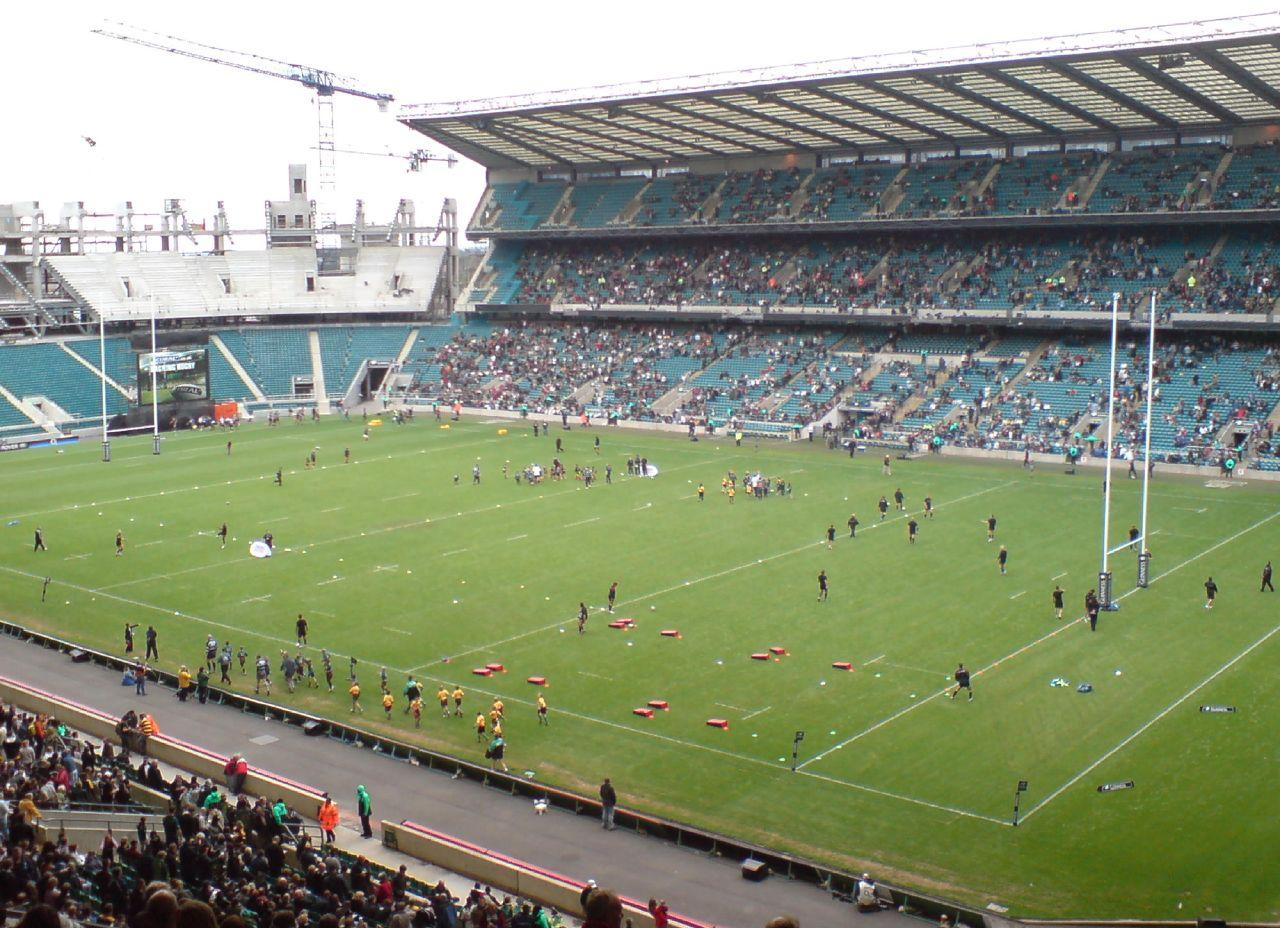
Vue du stade de Twickenham lors du London Double Header du 2 septembre 2006. La tribune sud du stade était alors en réfection.

Le championnat se déroule en deux phases : une phase régulière avec un classement et une phase finale (ou play-off) par élimination directe sur deux tours pour déterminer le champion.

### Phase régulière
Pendant la phase régulière, chacune des douze équipes affronte deux fois tous ses adversaires en une série de rencontres aller-retour organisées en 22 journées. La distribution des points s'effectue de la manière suivante :
- 4 points pour une victoire,
- 2 points pour un match nul,
- 1 point de bonus défensif si l'équipe perd par un écart de 7 points ou moins,
- 1 point de bonus offensif si l'équipe marque au moins 4 essais.

À la fin de la phase régulière, les quatre premières équipes sont qualifiées pour la phase finale et la dernière du classement est reléguée en seconde division. En cas d'égalité de points, deux équipes sont départagées selon les règles de classement suivantes :
1. Nombre de victoires
2. Différence de points
3. Nombre de points marqués
4. Points marqués dans les deux matchs entre les équipes concernées
5. Nombre de victoires en excluant la 1re journée, puis la 2de journée, et ainsi de suite

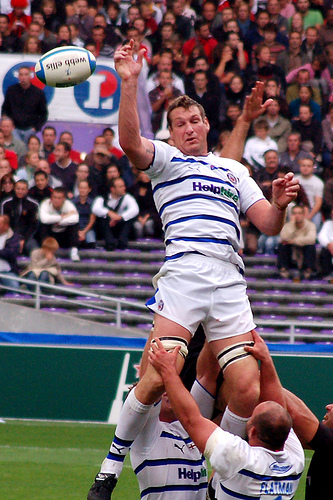
Justin Harrison et Bath en Coupe d'Europe.

### Phase finale
Au soir de la 22e journée, les quatre premières équipes du classement s'affrontent en demi-finales : le club classé premier reçoit celui classé quatrième et le second reçoit le troisième. Les deux vainqueurs se retrouvent pour se disputer le titre lors de la finale au stade de Twickenham à Londres.

### Qualification pour les épreuves européennes
Le classement final de la phase régulière permet de déterminer les clubs qui sont admis à participer à la Coupe d'Europe et au Challenge européen. Les cinq premiers sont toujours qualifiés pour la compétition européennes, les autres pour le challenge européen. L'Angleterre a par défaut six places qualificative pour la H-cup, la sixième étant donnée au vainqueur de la coupe anglo-galloise ou au sixième du championnat si la coupe est remportée par une franchise galloise. Selon les années, il est possible de trouver sept équipes anglaises en H-cup si l'une des deux compétitions européennes est remportée par un club anglais. Les six (ou cinq) équipes restantes, le promu inclus, sont admises à participer au Challenge européen.

## Clubs de l'édition 2024-2025
| \| Bath Bristol Exeter Gloucester Harlequins Leicester Newcastle Northampton Sale Saracens \| Localisation des clubs engagés en championnat. |
| Bath Bristol Exeter Gloucester Harlequins Leicester Newcastle Northampton Sale Saracens                                                      |

La compétition oppose pour la saison 2024-2025 les dix meilleures équipes anglaises de rugby à XV :
| Club               | Classement 2023-2024 | Entraîneur en chef    | Stade                              | Capacité | Compétition de l'EPCR 2024-2025 |
| ------------------ | -------------------- | --------------------- | ---------------------------------- | -------- | ------------------------------- |
| Northampton Saints | 1re                  | Phil Dowson           | Franklin's Garden                  | 15 200   | Champions Cup                   |
| Bath Rugby         | 2e                   | Johann van Graan (en) | The Recreation Ground, Bath        | 14 509   | Champions Cup                   |
| Sale Sharks        | 3e                   | Alex Sanderson        | AJ Bell Stadium, Salford           | 12 000   | Champions Cup                   |
| Saracens           | 4e                   | Mark McCall           | StoneX Stadium, Londres            | 10 500   | Champions Cup                   |
| Bristol Bears      | 5e                   | Pat Lam               | Ashton Gate, Bristol               | 27 000   | Champions Cup                   |
| Harlequins         | 6e                   | Billy Millard (en)    | Twickenham Stoop, Londres          | 14 800   | Champions Cup                   |
| Exeter Chiefs      | 7e                   | Rob Baxter            | Sandy Park, Exeter                 | 15 600   | Champions Cup                   |
| Leicester Tigers   | 8e                   | Michael Cheika        | Welford Road, Leicester            | 25 849   | Champions Cup                   |
| Gloucester Rugby   | 9e                   | George Skivington     | Kingsholm Stadium, Gloucester      | 16 115   | Challenge Cup                   |
| Newcastle Falcons  | 10e                  | Steve Diamond         | Kingston Park, Newcastle upon Tyne | 10 200   | Challenge Cup                   |

## Arbitrage
Chaque rencontre de la compétition est orchestrée par un quatuor d'arbitres : un arbitre de champ, deux juges de touche et un arbitre suppléant. Ils sont choisis parmi les membres de l'unité des arbitres d'élite — Elite Referee Unit — par l'équipe de direction de l'arbitrage de la Rugby Football Union composée de Colin High, Ed Morrison et Brian Campsall. L'unité des arbitres d'élite est composée de 14 arbitres de champ et de 20 juges de touche. Les arbitres de champ membres de cette section passent par tous les niveaux d'arbitrage (du niveau régional au niveau national) avant de devenir arbitre d'élite. Leur progression aux différents échelons est soumise à une série d'examens, leur prestation au cours des rencontres est évaluée par un arbitre assesseur et leur forme physique est contrôlée régulièrement. Les juges de touches sont soumis aux mêmes règles de promotion, mais certains d'entre eux sont d'anciens arbitres de champ de la section reconvertis.

## Aspects financiers et popularité

### Organisation, ressources

Logo de l'association Premier Rugby Limited.

Fondée en 1996 par les clubs professionnels, la Premier Rugby Limited est une association qui représente les douze clubs dans tous les dialogues avec d'autres organisations comme la Rugby Football Union ou l'ERC. Elle a pour objectif d'assurer la viabilité financière de la compétition tout en permettant le développement des clubs et l'attraction d'un public de plus en plus large. C'est elle qui négocie et signe les contrats de partenariat financier avec les sponsors et les médias. Chaque année, elle reverse une grande partie des profits de manière équitable entre les clubs (plus de deux millions de livres chacun). Elle gère également le déroulement de la compétition au travers de l'England Rugby Limited, partenariat commercial avec la Fédération anglaise de rugby à XV.
Les revenus de la ligue proviennent de plusieurs sources : les contrats avec les partenaires, les droits de diffusion télévisuelle et les fonds reversés par l'ERC et la fédération anglaise. Outre le groupe d'assurance Aviva qui est le sponsor officiel de la compétition, en 2011 les autres partenaires de la ligue sont la marque de bière Guinness, Land Rover, QBE, MBNA, Gatorade, les hôtels Hilton, J.P. Morgan Asset Management, Gilbert, ESPN et le Sky Sports. Au cours des premières années de l'ère professionnelle, les sommes obtenues par les contrats signés avec les sponsors sont à peu près équivalentes à celles provenant des droits télévisuels. À titre d'exemple, en 2000 Sky Sports paye 87,5 millions de livres pour les droits de retransmission sur cinq ans alors que les sponsors de l'époque (Allied Dunbar, Tetley's, Nike et BT Cellnet) engagent environ 45 millions de livres à la Premier Rugby Limited sur trois ans. Mais ces dernières années, les droits de télédiffusion ont fortement augmenté, devenant la première source de revenus pour la compétition.
Cet envol des droits s'explique par la popularité grandissante de la compétition au cours de ces dernières années : le nombre moyen de spectateurs dans les stades a quasiment doublé entre la saison 1998-1999 et la saison 2004-2005. Dès lors, la ligue crée des évènements autour de la compétition pour entretenir cet engouement du public. Depuis la saison 2004-2005, le championnat s'ouvre sur le London Double Header, une double confrontation de gala au stade de Twickenham mettant aux prises les quatre équipes londoniennes au cours de deux rencontres consécutives : les Harlequins, les London Irish, les London Wasps et les Saracens. Lors de la saison 2005-2006, les Leeds Tykes remplacent les Harlequins alors relégués en National Division 1.
| Date               | Rencontre 1  | Rencontre 1 | Rencontre 1        | Rencontre 2  | Rencontre 2 | Rencontre 2   | Spectateurs |
| Date               | Équipe 1     | Score       | Équipe 2           | Équipe 1     | Score       | Équipe 2      | Spectateurs |
| ------------------ | ------------ | ----------- | ------------------ | ------------ | ----------- | ------------- | ----------- |
| 4 septembre 2004   | London Irish | 18 – 12     | Harlequins         | Saracens     | 13 – 11     | London Wasps  | 51 000      |
| 3 septembre 2005   | London Wasps | 23 – 11     | Saracens           | Leeds Tykes  | 11 – 27     | London Irish  | 35 000      |
| 2 septembre 2006   | London Irish | 20 – 19     | Harlequins         | Saracens     | 19 – 21     | London Wasps  | 51 960      |
| 15 septembre 2007  | Harlequins   | 35 – 27     | London Irish       | London Wasps | 19 – 29     | Saracens      | 39 400      |
| 6 septembre 2008   | London Irish | 26 – 14     | London Wasps       | Saracens     | 21 – 24     | Harlequins    | 52 087      |
| 5 septembre 2009   | Saracens     | 18 – 14     | London Irish       | London Wasps | 26 – 15     | Harlequins    | 67 684      |
| 4 septembre 2010   | London Irish | 33 – 16     | Saracens           | London Wasps | 29 – 29     | Harlequins    | 75 112      |
| 3 septembre 2011   | London Irish | 24 – 29     | Harlequins         | Saracens     | 15 – 20     | London Wasps  | 55 437      |
| 1er septembre 2012 | London Wasps | 40 – 42     | Harlequins         | Saracens     | 40 – 3      | London Irish  | 63 102      |
| 7 septembre 2013   | London Irish | 16 – 22     | Saracens           | London Wasps | 15 – 16     | Harlequins    | 62 637      |
| 6 septembre 2014   | Saracens     | 34 – 28     | London Wasps       | London Irish | 15 – 20     | Harlequins    | 66 164      |
| 28 novembre 2015   | Saracens     | 48 – 18     | Worcester Warriors | London Irish | 15 – 33     | London Wasps  | 42 680      |
| 3 septembre 2016   | Saracens     | 35 – 3      | Worcester Warriors | Harlequins   | 21 – 19     | Bristol Rugby | 47 029      |

Sur la vague du succès du London Double Header, le club des Harlequins décide de faire un autre match de gala à Twickenham face aux Leicester Tigers le 27 décembre 2008. Cette initiative s'avère également un succès car la rencontre attire 50 000 spectateurs, ce qui devient le record en la matière pour un match de la phase régulière. Tout cet engouement autour de la compétition profite aux clubs car lors de la saison 2006-2007, les mi-temps des matchs sont allongées de 5 minutes, passant des 10 minutes traditionnelles à 15 minutes. Ce changement est issu d'un choix économique pour permettre aux clubs de profiter de l'augmentation de l'affluence dans les stades en vendant plus de boissons.

### Salary cap
La présence d'un plafond salarial — salary cap — constitue une particularité du championnat dans le monde du rugby. Introduite en 1999, cette mesure, qui provient des sports majeurs américains, a pour but de limiter l'accumulation de gros salaires dans une seule équipe et donc de garantir une certaine équité. Depuis son entrée en vigueur dans la compétition, le niveau des équipes s'est homogénéisé et la ligue est devenue la compétition nationale la plus âprement disputée dans l'hémisphère nord,. Bien que le palmarès récent de l'épreuve ne le laisse pas vraiment transparaître, les clubs de l'élite anglaise sont d'un niveau beaucoup plus homogène que celui du championnat de France où la domination de quatre/cinq équipes est favorisée par l'absence d'une telle règle. En effet, neuf des douze équipes (75 %) ont participé aux play-offs entre les saisons 2003-2004 et 2007-2008 alors que dans le même temps seuls 6 clubs français sur 14 (43 %) se sont partagé les places en demi-finale.

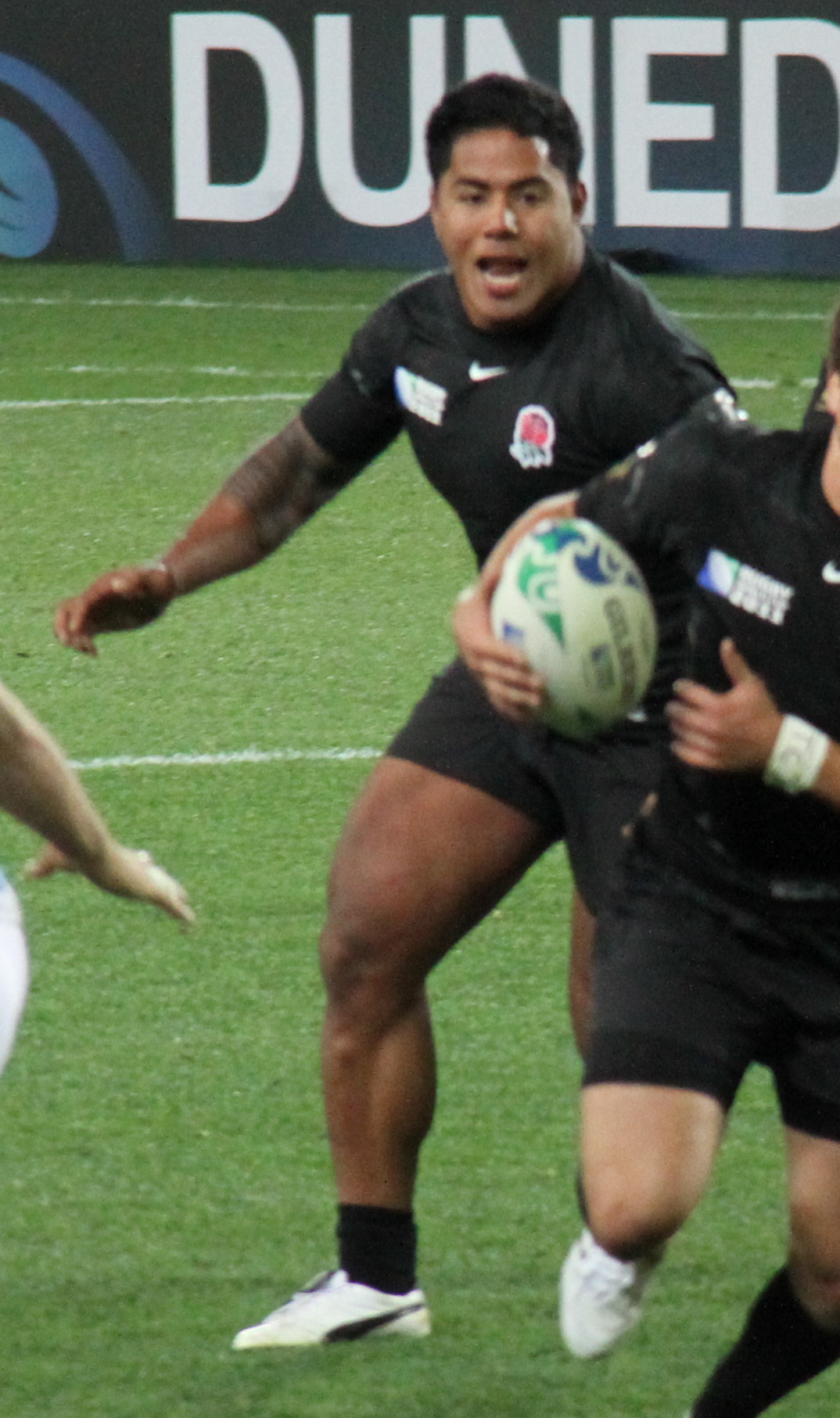
Manu Tuilagui, premier salaire du championnat d'Angleterre sur la saison 2015-2016 avec 425 000 livres par an.

Toutefois, cette mesure ne possède pas que des avantages puisque la limitation des salaires rend les clubs anglais moins attractifs que leurs homologues français. Pour pallier ce problème, le montant du plafond est augmenté à plusieurs reprises passant de 2,25 millions de livres à 4 millions de livres,. Mais la crise économique de 2008 force les instances dirigeantes à geler le plafond pendant deux ans. Ce gel ajouté à la baisse de la livre par rapport à l'euro rend désormais les équipes du Top 14 beaucoup plus attractives. Cela provoque immanquablement l'amorce d'un exil des stars anglaises vers le championnat français. Andy Goode rejoint CA Brive en 2008 et est imité par son compatriote Riki Flutey en 2009. De même, les avants des London Wasps, James Haskell et Tom Palmer, viennent jouer au Stade français Paris en 2009,. Ces premiers départs inquiètent la fédération anglaise qui s'interroge sur l'impact que pourrait avoir un exil massif à la fois sur le championnat mais aussi sur l'équipe nationale,. Toutefois, il ne s'agit pour l'instant que de quelques joueurs. En outre, la Ligue nationale de rugby annonce en avril 2009 plusieurs réformes du Top 14 dont l'une est l'apparition d'un salary cap à partir de la saison 2010-2011. Ce changement pourrait rééquilibrer la balance entre les deux compétitions.
Afin de rendre le championnat britannique plus attractif, le plafond salarial de l'Aviva Premiership est augmenté à la suite de la coupe du monde 2015. Il augmente de deux millions d'euros par club, et le Daily Mail publie, en 2015, alors les nouveaux salaires des clubs anglais. Manu Tuilagi des Leicester Tigers arrive en première position avec 425 000 livres sterling par saison, puis suit le futur joueur des Northampton Saints, Louis Picamoles avec 420 000 livres par saison. Par ailleurs, les clubs anglais deviennent plus actif sur le marché des transferts avec les arrivées de Taulupe Faletau et de David Denton à Bath, l'arrivée de Louis Picamoles à Northampton ou encore la prolongation de contrat de Manu Tuilagi à Leicester malgré les intérêts de certains clubs du Top 14.

## Couverture médiatique
Depuis la saison 1994-1995, Sky Sports retransmet certaines rencontres à la télévision (pas moins de 350 matchs entre 1994 et 2004 soit une moyenne de 35 par saison). En 2004, la chaîne conserve son monopole sur les droits de diffusion jusqu'en 2010 grâce à la signature d'un contrat avec la Premier Rugby Limited. À partir de la saison 2010-2011, elle partagera la retransmission des matchs avec la chaîne irlandaise Setanta Sports, qui diffuse déjà la compétition en Australie. À cette occasion, le nombre de rencontres diffusées au cours de la saison passera de 33 à 69. En France, bien que la compétition ne suscite pas autant d'intérêt que le Championnat d'Angleterre de football, des matchs de la ligue sont tout de même retransmis sur Sport+ avant que Bein sports à partir de la saison 2013/2014 récupère la compétition. À noter que pour le cycle 2016-2021 c'est RMC Sport qui récupère les droits pour la diffusion de la Premiership en France. beIN SPORTS annonce le retour de la compétions sur ces antennes à compter de 1er Décembre 2024.
Lors des premières apparitions télévisées, les stades ne sont pas équipés pour recevoir les commentateurs, et ceux-ci sont juchés sur des plateformes temporaires montées sur des échafaudages. Aujourd'hui, la chaîne a considérablement modernisé les retransmissions avec la présence de studios in situ et un minimum de 12 caméras dans chaque stade. Des experts de la discipline interviennent en tant que consultants pendant et après les rencontres, tel le quintuple vainqueur de l'épreuve Martin Johnson ou l'ancien sélectionneur du XV anglais vainqueur de la coupe du monde en 2003 Clive Woodward. La chaîne propose également l'émission hebdomadaire The Rugby Club le jeudi soir avec au programme les résumés et analyses des rencontres du précédent week-end agrémentés par des débats entre spécialistes.